# Teologia moral
Teologia Moral é uma disciplina e um campo de conhecimento da Teologia que se dedica ao estudo e à pesquisa do comportamento humano em relação a princípios morais e ético-religiosos. O vocábulo moral provém do latim mos - moris, que inicialmente significava costume, evoluindo depois para uma significação equivalente ao grego εθoς = ethos.
Na teologia cristã, a teologia moral ocupa-se do estudo sistemático dos princípios ético-morais subjacentes à doutrina e às verdades reveladas por Deus, bem como à sua aplicação posterior à vida quotidiana do cristão e da Igreja. Esta teologia está, em parte, englobada pela teologia sistemática. Mas, apesar disso, muitas vezes ela também está associada à teologia prática.
Os cristãos acreditam que o Evangelho e as verdades e doutrinas reveladas, estudadas pela teologia dogmática, estão essencialmente ligadas a uma ética e conduta moral, algo que eles têm que fazer em consequência (e prova) de sua salvação.